# Швидкохідні ракетні катери проєкту «Лань»
Швидкохідні ракетні катери проєкту 58260 (шифр «Лань») — розроблений миколаївським державним підприємством «Дослідно-проєктний центр кораблебудування» (ДП «ДПЦК»).
Багатоцільова швидкохідна морехідна платформа, призначена для створення патрульних, артилерійських і ракетних катерів, здатних діяти у далекій морській зоні.
На основі проєкту 58260 «Лань» ПрАТ «Завод „Кузня на Рибальському“» було створено проєкт швидкохідного РКА «Веспа».

## Виробництво

### В'єтнам
Розроблені в Миколаєві катери «Лань» були адаптовані для В'єтнаму під позначенням проєкт TT-400TP й побудовані на верфях Z-173 компанії Hong Ha.
Перший корабель проєкту TT-400TP (бортовий номер HQ-272) приєднався до ВМС В'єтнаму 16 січня 2012 року. Відтоді було побудовано та введено у склад ВМС В'єтнаму іще три катери цього проєкту. Всі вони зараховані до Другого регіонального командування ВМС В'єтнаму.
Артилерійські патрульні катери класу TT-400 мають чотири основні завдання: спостереження та знищення десантних кораблів й корветів супротивника; супровід торговельних суден в морі; здійснення тактичної розвідки в морі; забезпечення виконання операцій основних сил флоту.
Водночас, для Берегової охорони В'єтнаму на тому ж в'єтнамському підприємстві Hong Ha були створені катери з полегшеним озброєнням — по дві 25 мм спарені артилерійські установки 2M-3M.
Проєкт був реалізований у В'єтнамі за посередництва «Укрінмаш». В'єтнамські патрульні катери також обладнані радіолокаційною системою «Каскад» з РЛС «Дельта-М».
Позначення «TT-400TP» розшифровується як: TT абревіатура в'єт. Tuần Tra — патрульний, 400 означає водотоннажність понад 400 тонн, TP абревіатура в'єт. Tàu Pháo — артилерійський катер.

### Україна
На думку командувача ВМС ЗСУ Ігоря Воронченко, Україні потрібні малі катери прибережної зони, здатні стримувати виходи російських угрупувань в північно-західній частині Чорного моря. За його словами: «Основою бойового потенціалу повинен стати ракетний катер типу „Лань“, який буде чинником стримання агресора в Чорному морі».
За його словами, «Лань» буде будуватися на київському суднобудівному підприємстві «Кузня на Рибальському». А якщо дозволятимуть потужності — то ще й на Миколаївському суднобудівному заводі в Миколаєві. Натомість, Чорноморський суднобудівний завод розташований в Миколаєві і входить до групи «Смарт-Холдинг», контрольовану проросійським нардепом Вадимом Новинським.
Крім того, командувач ВМС зауважив: «Потужності є, але позиція керівництва незрозуміла.» Завод їм. 61 комунара «ледве-ледве відремонтував ракетний катер „Прилуки“. Якщо ми заберемо професіоналів з Чорноморського суднобудівного заводу, поміняємо керівництво на „61 комунара“, реконструюємо завод, тоді там можна буде будувати».
Станом на весну 2018 року тривала адаптація проєкту до сучасних стандартів. Закладка першого корпусу була запланована на літо 2018 року. Імовірно катери будуть озброєні ПКР «Нептун», льотні випробування яких відбулись в січні цього ж року.
ПрАТ «Завод „Кузня на Рибальському“» представила власну розробку на основі проєкту 58260 «Лань» — швидкохідний РКА «Веспа» у вересні 2018 року, на ІІІ міжнародній виставці оборонної промисловості ADEX-2018 (Азербайджан), в Україні — на міжнародній спеціалізованій виставці «Зброя та безпека 2018». З деякими відмінностями цей катер може бути побудований для ВМС України. Загалом виробником розроблено декілька варіантів проєктів катеру під різні тактико-технічні завдання від замовника. Зокрема є варіант проєкту катера з використанням ЗРК "Арбалет-К" з чотирма ракетами типу "Ігла-1"
На початок 2019 року у ЗМІ з'явилася інформація про початок закупівлі розробником та виробником ПрАТ «Завод „Кузня на Рибальському“» комплектуючих до катера та підготовку до закладки першої одиниці.

## Очікувані тактико-технічні характеристики
Загальні кораблебудівні характеристики:
- Довжина, найбільша 54,20-64,46 м
- Довжина по КВЛ 62 м
- Ширина, найбільша 9,30-9,6 м
- Осадка, максимальна 3,40-3,65 м
- Водотоннажність, повна 445-640 т
- Автономність та кількість екіпажу в залежності від спеціалізації катера, за одним з варіантів: Екіпаж: 38 (+6) осіб  Автономність: 10 діб на 38 осіб

Енергетична установка та швидкість:
- Максимальна швидкість не менше 32-40 вуз.
- Дальність плавання не менше 2000 миль (14 вуз.) - 2300 миль (16 вузлів)

Матеріали:
- Матеріал корпусу: Суднобудівна сталь
- Матеріал надбудови: Алюмінієвий сплав

Радіотехнічні засоби:
- РЛС виявлення надводних і далеких повітряних цілей Morena Delta-3D (зарубіжного виробництва)
- РЛС дальнього загоризонтного цілевказування для КРЗ (зарубіжного виробництва)
- Система керування вогнем: Protazan-K, Spys-K (вітчизняного виробництва)[7]
- Оптико-електронна система управління АУ (вітчизняного виробництва)
- Бойова інформаційно-керуюча система (БІКС) (зарубіжного виробництва)
- Система радіотехнічного обладнання (зарубіжного виробництва)
- Станція радіоелектронної боротьби (зарубіжного виробництва)

Озброєння:
- Комплекс КРЗ — 4×2 протикорабельні ракети (імовірно ПКР «Нептун» для ВМС України[3] вітчизняного виробництва, перебуває в розробці; є варіанти проєктів під зарубіжні протикорабельні ракети з похилим та вертикальним стартом);
- Артилерійські установки: 57-76 мм та 30-35 мм (наразі в проєктах вказано зразки вітчизняних АУ АК-176 та 2×АК-630М)
- Пускові установки перешкод (вітчизняного виробництва)
- ЗРК "Арбалет-К" з чотирма ракетами типу "Ігла-1" (як варіант озброєння, вітчизняного виробництва), або переносний ЗРК: 16 x "Ігла" (вітчизняного виробництва)
- Кулемети: 2 x 12,7-мм

## Оператори
- В'єтнам: 4 кораблі проєкту TT-400TP (створений на основі проєкту «Лань») на озброєнні ВМС В'єтнаму. 3 кораблі того ж проєкту з послабленим озброєнням на озброєнні Берегової охорони В'єтнаму[1].
- Україна: Згідно затвердженої у 2015 році перспективної структури, до 2020 року планується ввести до складу ВМС України три ракетних катери типу «Лань» (по одному у 2018, 2019, 2020 роках). На кінець 2018 року для ВМС України катери не закладалися, розроблено технічний проєкт, розробляється робоча документація.

## Перелік катерів проєкту
| Оператор     | Назва  | Проєкт                        | Побудований                     | Закладка | Спуск на воду | Введення у склад | Флот                                       | Статус  |
| ------------ | ------ | ----------------------------- | ------------------------------- | -------- | ------------- | ---------------- | ------------------------------------------ | ------- |
| ВМС В'єтнаму | HQ-272 | артилерійський катер TT-400TP | Hong Ha company (Z173 shipyard) | 09.2009  | 09.2011       | 16.01.2012       | 2-ге регіональне командування ВМС В'єтнаму | в строю |
| ВМС В'єтнаму | HQ-273 | артилерійський катер TT-400TP | Hong Ha company (Z173 shipyard) | 08.2010  | 03.2012       | 31.08.2012       | 2-ге регіональне командування ВМС В'єтнаму | в строю |
| ВМС В'єтнаму | HQ-274 | артилерійський катер TT-400TP | Hong Ha company (Z173 shipyard) | 10.2012  | 03.2014       | 28.05.2014       | 2-ге регіональне командування ВМС В'єтнаму | в строю |
| ВМС В'єтнаму | HQ-275 | артилерійський катер TT-400TP | Hong Ha company (Z173 shipyard) |          |               | 25.09.2014       | 2-ге регіональне командування ВМС В'єтнаму | в строю |

Крім того, Берегова охорона В'єтнаму має на озброєнні 9 патрульних катерів модифікації з полегшеним озброєнням TT-400, з номерами CSB-4031, CSB-4032, CSB-4033, CSB-4034, CSB-4035, CSB-4036, CSB-4037, CSB-4038, CSB-4039.